# Matthias U Shwe
Matthias U Shwe (sinh 1943) là một Giám mục người Myanmar của Giáo hội Công giáo Rôma. Ông nguyên là Tổng giám mục của Tổng giáo phận Taunggyi và Chủ tịch Hội đồng Giám mục Myanmar.

## Tiểu sử
Tổng giám mục Matthias U Shwe sinh ngày 1 tháng 12 năm 1943 tại Kamai, thuộc Myanmar. Sau quá trình tu học dài hạn tại các cơ sở chủng viện theo quy định của Giáo luật, ngày 12 tháng 4 năm 1969, ở tuổi 25, Phó tế Y Shwe đã được truyền chức linh mục. Tân linh mục cũng chính thức trở thành thành viên của linh mục đoàn Giáo phận Taunggyi.
Hơn mười năm kinh nghiệm trong lĩnh vực công tác mục vụ trên sứ vụ linh mục, ngày 20 tháng 7 năm 1979, tin tức từ Tòa Thánh cho biết Giáo hoàng đã quyết định chọn linh mục Matthias U Shwe, 36 tuổi, làm Giám mục, cụ thể là chức Giám mục Phụ tá Giáo phận Taunggyi với chức danh Giám mục Hiệu tòa Uzippari. Các nghi lế tấn phong cho vị tân giám mục đã bị trì hoãn cho đến một năm sau đó, vào ngày 13 tháng 12 năm 1991 mới được tổ chức. Bốn giáo sĩ tham dự chính yếu vào các nghi thức truyền chức. Chủ phong cho vị tân giám mục là Giám mục John Baptist Gobbato, P.I.M.E., giám mục chính tòa Giáo phận Taungguyi. Ba giáo sĩ khác trong vai trò phụ phong là Gabriel Thohey Mahn-Gaby, Tổng giám mũc Tổng giáo phận Rangoon; Giám mục Sebastian U Shwe Yauk, Giám mục chính tòa Giáo phận Toungoo và Giám mục Paul Zingtung Grawng, chính tòa Giáo phận Myitkyina. Tân giám mục chọn cho mình châm ngôn là:Vita et pax.
Mười năm trong vai trò Giám mục phụ tá của giám mục Y Shwe két thúc bằng quyết định ấn kí ngày 18 tháng 12 năm 1989, qua đó quyết định thăng Giám mục Myitkyina làm Giám mục chính tòa Giáo phận Myitkyina. Hơn tám năm sau đó, ngày 17 tháng 1 năm 1998, Giáo phận Myitkyina được nâng cấp thành Tổng giáo phận. Tòa Thánh tái bổ nhiệm Giám mục Matthias U Shwe ở lại ví trí này, với chức danh mới là Tổng giám mục chính tòa.
Ông từ nhiệm ngày 12 tháng 4 năm 2015, khi chỉ mới 71 tuổi, chưa đến hạn mức theo Giáo luật quy định là 75.
Ngoài các chức danh chính thức nhận được sự bổ nhiệm của Tòa Thánh, ông còn kiêm thêm nhiệm vụ Chủ tịch Hội đồng Giám mục Myanmar từ năm 1994 đến năm 2000.